# Bojnice slott
Bojnice slott (slovakiska: Bojnický zámok) är ett  medeltida slott i Bojnice, Slovakien. Det byggdes på 1100-talet i romansk stil.